# Entelèquia
L'entelèquia és un terme filosòfic definit per Aristòtil. El terme té el seu origen en la paraula grega ἐντελέχεια (entelecheia), combinació de enteles ('complet'), telos ('fi', 'propòsit') i echein ('tenir'). La paraula va ser creada pel mateix Aristòtil, sent possible traduir-la com 'tenir el fi en si mateixa'. Fora de l'àmbit filosòfic, entelèquia s'utilitza amb el sentit de «cosa irreal», persona, cosa, etc., que només existeix en la ment, que no té realitat objectiva.